# 尼米亞競技大會

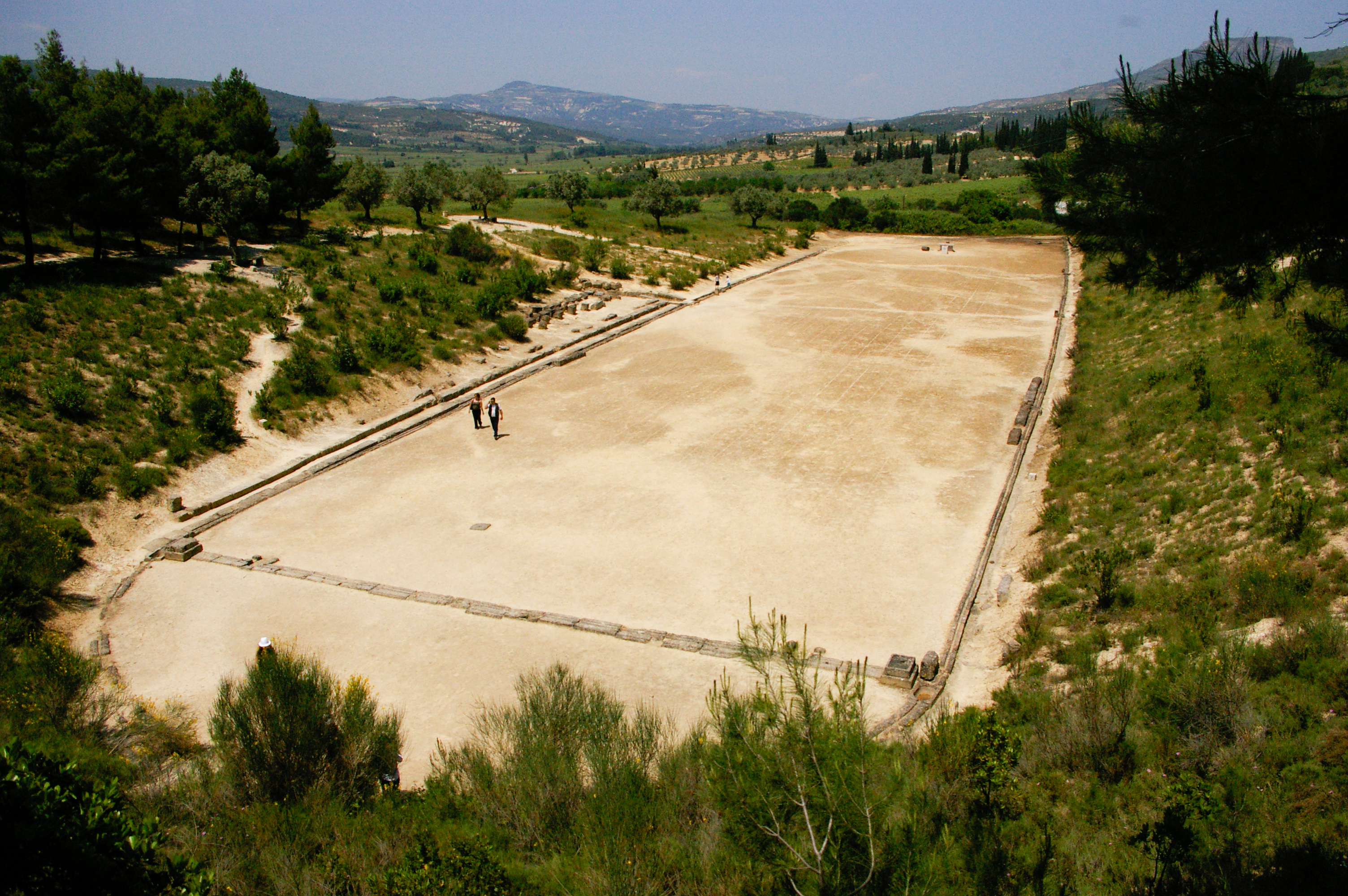
尼米亞的運動場

尼米亞競技大會或譯尼米亞運動會（Nέμεα、Nέμεια，英語：Nemean Games）是古希臘尼米亞舉行的泛希臘運動會。和古代奧林匹克運動會、地峽運動會、皮提亞運動會，並稱希臘四大運動會。其起源據說是為了紀念奧菲特士之死而舉行的葬禮比賽。

## 歷史
尼米亞競技大會可以確認存在於西元前6世紀（西元前573年），是在古代奧林匹克運動會和皮提亞運動會沒有舉行的年份舉行，如同古代的奧林匹克運動會一樣，它是慶祝眾神之王宙斯榮光的盛大祭典。因此，和古代奧運會有很多相似之處，例如在奧運會期間舉行神聖的休戰等。

## 外部連結
- The Nemean Games （页面存档备份，存于）